# 32号弗吉尼亚州州道
維吉尼亞州32號速公路 在維吉尼亞 東部的一些城市如紐波 特紐斯和薩福克，維吉尼亞州,全長40哩，連接美國17號高速公路,美國60號高速公路和美國258號高速公路。這公路經過免收費的詹姆士河橋。

## 主要的交叉路口
- 美國17號高速公路 (紐波 特紐斯)
- 美國60號高速公路 (紐波 特紐斯)
- 美國258號高速公路 (紐波 特紐斯)
- 詹姆士河橋 (紐波 特紐斯和威特島市縣)
- 維吉尼亞州10號公路 (威特島市縣)
- 維吉尼亞州127號公路 (Chuckatuck)
- 美國13號高速公路 (薩福克，維吉尼亞州)
- 美國58號高速公路 (薩福克)
- 美國460號高速公路 (薩福克)